# Елек (име)
Елек (мађ. Elek), је мушко име које се користи у мађарском језику, непознатог је порекла и варијација је старог мађарског имена (мађ. Velek). 

## Имендани
- 12. јануар.
- 11. фебруар.
- 17. фебруар.
- 17. јули.

## Познате личности
- Елек Бенедек,